# Anarthria gracilis
Anarthria gracilis là một loài thực vật có hoa trong họ Anarthriaceae. Loài này được R.Br. mô tả khoa học đầu tiên năm 1810.